# هیلمن آونجر

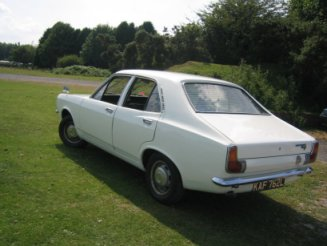
یک دستگاه هیلمن آونجر ۱۶۰۰ سی سی

هیلمن اونجر یک خودرو انگلیسی است که پس از آنکه شرکت کرایسلر توانست شرکت روتس انگلیس (تولیدکننده هیلمن هانتر) را بخرد، کرایسلر با تملک هیلمن خط تولید آن را به اجرا درآورد (این خودرو قبل از اینکه با نام هیلمن اونجر تولید شود به وسیله پلیموت و با نام کریکت به فروش می‌رسید). 
اولین هیلمن اونجر در تاریخ دسامبر ۱۹۶۹ از کارخانه خارج شد. اونجر خودوریی بود ۴ در و فقط با موتورهای ۱۲۵۰ و ۱۵۰۰ سی سی تولید می‌شد.
این خودرو در سال ۱۹۷۵ به صورت ۴ در به ایران وارد شد و همچنین در کارخانه ایران ناسیونال در دو سال متوالی ۵۷ و ۵۸ به صورت کوپه دو در تولید شد. نوع وارد شده دارای موتور ۱۶۰۰ به قدرت ۶۹ اسب بخار بود.
همچنین در ایران از موتور ۱۶۰۰ سی سی این خودرو تا مدت‌ها در پیکان استفاده می‌شد که از هیلمن هانتر برگرفته شده بود.

## نگارخانه

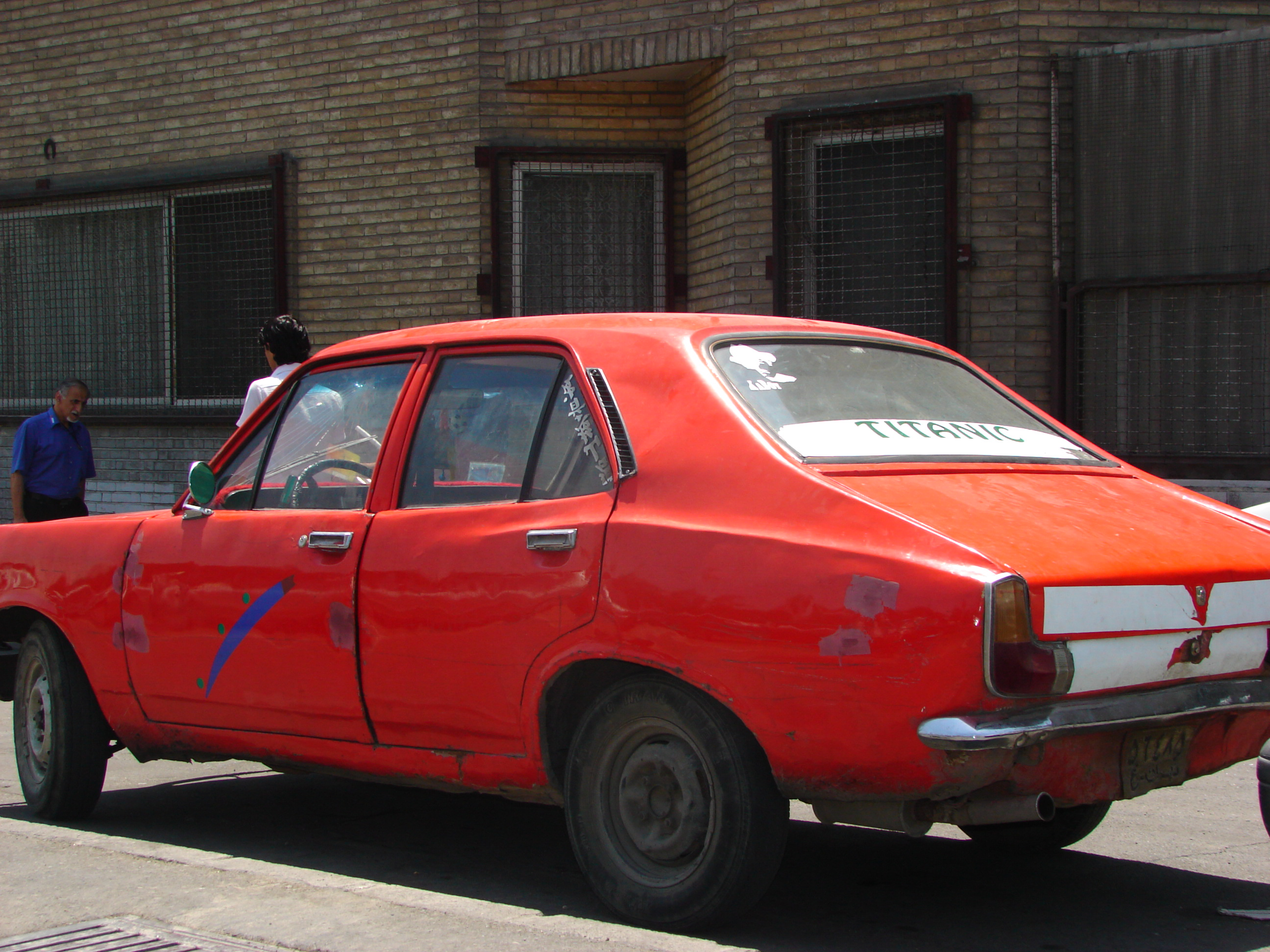
یک هیلمن آونجر قدیمی در یکی از خیابان‌های تهران
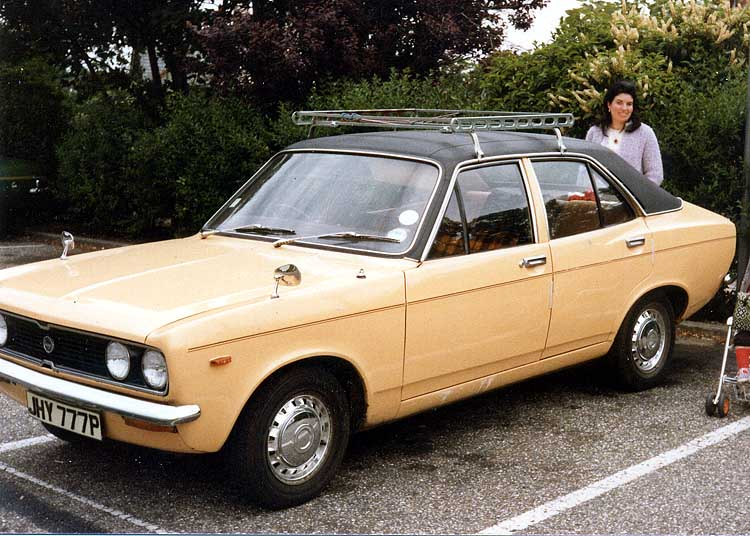
یک هیلمن آونجر
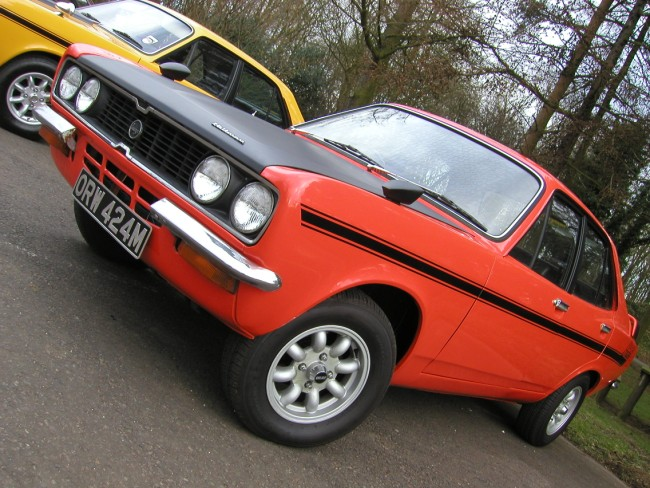
یک دستگاه هیلمن آونجر تایگر، در ایران این مدل به صورت دو در تولید شد